# 天使☆騒々 RE-BOOT!
『天使☆騒々 RE-BOOT!』（てんしそうぞうリブート）は、ゆずソフトより2023年4月28日に発売されたPC用18禁恋愛アドベンチャーゲーム。ゆずソフトの第12作目。

## ストーリー
六月、関西の某地方都市。共働きの両親と妹と共にこの街に住む主人公の少年、谷風 李空（たにかぜ りく）は、一ヶ月ほど前から暗闇の中で焔に焼かれる悪夢に魘される日々が続いていた。原因は分からないまま日常を過ごす李空だったが、ある日の授業中に居眠りしてしまった際に、悪夢の中で焔に焼かれる直前に現れた、謎の天使の少女に救われキスをされる。
帰宅後、夢のせいもあってかムラムラしていた李空はお気に入りのAVを観ようとすると、何故かEDになっている事に気づく。あの手この手で解決策を探るがどうにもならず、激しく落胆する李空。そこへ帰宅した妹の谷風 天音（たにかぜ あまね）が、落ち込む兄を見兼ねて相談に乗ってくれたため、恥を偲んで打ち明けることにする。
当初は兄が誤魔化しているだけだと思った天音だが、あまりに落ち込む兄を目の当たりにして態度を改め、真剣に相談に乗りながらアドバイスをするものの、結局解決策は見つからないまま様子見をすることに。
そんな中、李空の夢の中にも現れた天使の少女・白雪 乃愛（しらゆき のあ）が目の前に現れる。乃愛は、李空は魔王の生まれ変わりであり、彼を守るために天界からやって来たのだと告げる。
さらに、魔界からやって来た星河 かぐ耶（ほしかわ かぐや）とその従者高楯 オリエ（たかだて-）までもが押しかけ、妹の天音やクラスメイトの小雲雀 来海（こひばり くるみ）、担任教師で幼馴染の百里 風実花（おざと ふみか）をも巻き込み、平穏だった彼の日常はにわかに騒がしいものへと変わっていく。

## 登場人物

### 主人公
谷風 李空（たにかぜ りく）
主人公。ごく普通の少年だが、一ヶ月ほど前から闇の中で焔に焼かれる奇妙な悪夢に魘される日々が続いており、さらに授業中に天使のキスを受ける夢を見てからはEDに悩まされるという憂き目にあっている。一人称は「俺」。温厚な性格で異性との人付き合いはあまり得意ではない。共働きという事もあって家事を分担して手伝っている。
妹の天音とは学園が同じという事もあって一緒に登校する事も多いが、それほど仲良しというわけではなく、歪み合いの喧嘩をすることもある。また天音の事は「身近すぎるから」という理由で異性としてはほとんど意識しておらず、兄を心配した天音がLIENで送った自撮りのエロ写真を目にしたり、パジャマをしどけなく着崩した寝起きの天音を前にしてもクールな反応に終始している。その一方で後述の風美花に対しては、年上の大人の女性として憧れ混じりの好意を抱いている。突如現れた後述の乃愛から魔王の生まれ変わりである事を告げられ、平凡な日常が大きく変わる事になる。

### メインヒロイン
白雪 乃愛（しらゆき のあ）
声 - 瀬戸乃マリエ
ヒロイン。魔王の生まれ変わりである李空を守るために天界から遣わされてきた天使。一人称はボク。中性的な口調で話す。李空が授業中に居眠りしてしまった時に夢の中に現れ、口付けを交わす。見た目は幼いが大人びた性格で、天使の仕事に対して前向きで、周囲にも真摯に接する。地上の文化にほとんど触れてこなかったため、アニメやゲーム・漫画などのサブカルチャーを満喫している。自称「穢れなき天使」のため、性的な事は苦手。異世界から来た後は学院に転入生として潜入してくる。
谷風 天音（たにかぜ あまね）
声 - 夏和小
ヒロイン。李空の実の妹。小悪魔な性格で、李空に対して挑発的な言動を取ったり、罵ったり、揶揄うなどの一面を見せる。その一方で李空を必ずしも毛嫌いしている訳ではなく、落ち込む兄を見兼ねて相談に乗ろうとしたり、慰めたり、李空の勃起不全を治すべくあの手この手の努力を試みるなど兄想いな一面もある。
趣味はゲームで夜更かししてゲームに興じている事が多いため寝起きはかなり悪い。基本的に明るい性格だが、人見知りな一面もある。好きなジャンルはFPSなどだが、若干荒んだ内容が多い。李空と同じく部活には所属していないが、寄り道をして帰る事が多いため帰りが遅くなる事もある。李空同様に家事を分担しているはずだが大半は李空にやらせる事が多い。李空の事は「おにい」と呼ぶが、甘える時や優しく接する時などには「お兄ちゃん」と呼ぶこともある。後に李空同様に魔族の生まれ変わりである事が明らかになる。
小雲雀 来海（こひばり くるみ）
声 - 柳ひとみ
ヒロイン。李空のクラスメイト。見た目も言動も典型的なギャルで、休み時間は同じようなギャル友達との会話に興じる事が多い。見た目の派手さに似合わず成績は優秀で、口下手な李空にもフレンドリーに接してくれる。
寂しがりな一面があり、後述のギャル仲間を始めとする友人たちと過ごすことを好む。社交的な性格で他人との距離をかなり速く詰める反面、空気の読める性格のため強引に迫ることはない。趣味はゲームだが、趣味が合う友人がいないのが最近の密かな悩み。
李空や天音と同じく魔族の生まれ変わりである事が後に判明する。
星河 かぐ耶（ほしかわ かぐや）
声 - 遥そら
ヒロイン。異世界から李空を追ってやって来た魔族の少女。本名はカクア・シュトリア。黒の獣耳がトレードマーク。かなりの巨乳の持ち主。朗らかで柔らかい性格で、世話焼き上手で甘やかし上手な母性的な女性だが、相手を揶揄うこともある。日本の文化をいたく気に入り、様々な刺激を楽しみながら生活している。弱点は敏感な獣耳で触られるのが苦手。現世へ来てからは駅前のタワーマンションを拠点に生活している。

### サブヒロイン
高楯 オリエ（たかだて オリエ）
声 - 夏野こおり
サブヒロイン。魔族の少女。本名はオリエ・ルヴァク。かぐ耶の従者兼世話役として異世界から共にやって来る。生真面目な性格で頭が固すぎる一面がある不器用な少女。自分から見て未知の道具である電化製品の扱いが苦手。
百里 風実花（おざと ふみか）
声 - 明羽杏子
サブヒロイン。李空のクラス担任の女性教師。担当科目は現国。単に解説に終始する授業では無く、あくまで生徒が主体的に参加出来るような、分かりやすく面白い授業に定評がある。教師の中では一番年下で女性教師という事もあってか雑用などを他の同僚教師から押し付けられる苦労人でもある。
李空とは幼じみの間柄で、学生時代にアルバイトしていた地元の児童館で見かけた幼少期の李空の事をいたく気に入り、自宅が近所という事もあって両親に代わって李空と天音の面倒を見たりした仲。そのため李空は彼女に頭が上がらない。学院では公私混同を避けるために李空には百里先生と呼ばせているが、プライベートや二人きりの時には「リッ君」と呼んだり、雑用を手伝ってもらう事もある。教師としては優秀だが、若干時代遅れな「ぴえん」という流行語を多用している事を李空に指摘されて半泣きになる一面もある。

### その他のキャラクター
三国 彩里（みくに さいり）
声 - 夏野ぱいん
天音のクラスメイトで李空の下級生。大人しい性格の少女。天音の親友で同じくゲーム仲間という事もあり、オンラインで一緒に遊ぶ事もある。
白石 チカ（しらいし チカ）
声 - 飴川紫乃
李空のクラスメイト。来海のギャル友達の一人でサバサバした性格の少女。来海同様の見た目と口調で同じくフレンドリーな性格。来海とは異なり成績はあまり優秀ではない。
木下 カエデ（きのした カエデ）
声 - 山吹うらら
李空のクラスメイトで来海のギャル友達。ややクールな性格の少女。チカ同様に勉強は苦手。同じくフレンドリーな性格。
谷風 由月（たにかぜ ゆづき）
声 - 神無月ほのか
李空の母親。眼鏡をかけている。学生の娘と息子がいるとは思えない若作りな女性。職場へは電車で通勤している。仕事柄帰りが遅くなることも多いが、朝食時や夕飯時には在宅・帰宅している事も多い。夫を含めた家族仲は良好な様子。

## スタッフ
- キャラクターデザイン・原画 - こぶいち、むりりん、ほかん、羽純りお[1]
- SD原画 - こもわた遙華[1]
- 企画 - 天宮りつ
- シナリオ - 天宮りつ、かずきふみ、保住圭、安堂こたつ[1]
- 音楽・音響 - Famishin、Angel Note
- CG - 中乃、トミフミ
- 異世界背景 - わいっしゅ
- 背景 - Ryouma、ろど
- ムービー - ろど
- ディレクター - Famishin

## 主題歌
オープニング主題歌「FUN FUN RE-BOOT」
作詞 - 羽生みいな（Angel Note） / 作曲 - Famishin / 編曲 - 井ノ原智（Angel Note） / 歌 - QUARTET☆RE-BOOT!
ギター - Asai Yasuo
白雪乃愛 エンディング主題歌「Call My Name」
作詞 - 羽生みいな（Angel Note） / 作曲 - Famishin / 編曲：佐々倉マコト（Angel Note） / 歌 - 白雪乃愛（CV:瀬戸乃マリエ）
谷風天音 エンディング主題歌「ねぇ。」
作曲 - Famishin / 編曲：椎名俊介（Angel Note） / 作詞・歌 - 葉月（Angel Note）
ギター - 椎名俊介（Angel Note）
小雲雀来海 エンディング主題歌「以心伝心ジャーニー」
作詞 - 羽生みいな（Angel Note） / 作曲 - Famishin / 編曲：森まもる（Angel Note） / 歌 - 霜月はるか
星河かぐ耶 エンディング主題歌「DIVE」
作詞 - Riryka（Angel Note） / 作曲 - Famishin / 編曲：Meis Clauson（Angel Note） / 歌 - Riryka
ギター - Meis Clauson（Angel Note）
高楯オリエ エンディング主題歌「幸せの魔法」
作詞 - 中川♡マミ（Angel Note） / 作曲 - Famishin / 編曲：井ノ原智（Angel Note） / 歌 - 月城花梨
ギター - Asai Yasuo
百里風実花 エンディング主題歌「wish」
作詞 - ange（Angel Note） / 作曲 - Famishin / 編曲：Luca / 歌 - 百里風実花（CV:明羽杏子）
ギター - ミヤケリョウ

## 反響
本作は、ゆずソフトにとっては「久々に」（BugBug）秋葉原で深夜販売がおこなわれたタイトルとなった。

### 批評
『BugBug』2023年7月号に本作のレビューが掲載されている。レビュアーの「りとるぼーい」は、本作冒頭部分を「怒濤の展開で、プレイヤーを物語世界に一気に引き込む作劇の上手さは見事のひと言」と賞し、その後挿入されるフルアニメ仕様のオープニングムービーはテレビアニメと比較しても遜色ないものであったと評している。りとるぼーいが気に入ったヒロインは乃愛であったといい、「ぶっかけうどん……だなんてっ……破廉恥すぎるぞ、バカぁっ！」「はわわわわっ」などの台詞が可愛らしかったとしている。エッチ方面ではメスガキタイプの天音のルートがよかったとし、「ざぁこ♡ ザコチ○ポ♡」などと煽られるシチュエーションや、その後の「わからせ」が楽しめたと述べている。

## CD
キャラクターソングVol.1「君と僕のハジメテ」
歌 - 白雪乃愛（CV:瀬戸乃マリエ）
2023年1月27日発売
キャラクターソングVol.2「ワタシだけ。」
歌 - 谷風天音（CV:夏和小）
2023年2月10日発売
キャラクターソングVol.3「アオハルデイズ」
歌 - 小雲雀来海（CV:柳ひとみ）
2023年2月24日発売
キャラクターソングVol.4「惚れて揺れて恋焦がれ」
歌 - 星河かぐ耶（CV:遥そら）
2023年3月10日発売

## 漫画
『コミックアライブ＋』にて連載決定、2023年7月27日より連載中。作画はせせなやう。